# Axiniphyllum
Axiniphyllum é um género botânico pertencente à família Asteraceae.